# Rumigny (Ardennes)
 Rumigny ist eine französische Gemeinde mit 269 Einwohnern (Stand 1. Januar 2022) im Département Ardennes in der Region Grand Est; sie gehört zum Arrondissement Charleville-Mézières und zum Kanton Signy-l’Abbaye.

## Lage
Die Gemeinde liegt im 2011 gegründeten Regionalen Naturpark Ardennen und wird vom Flüsschen Aube, ein Nebenfluss des Ton, durchquert. Umgeben wird Rumigny von den Nachbargemeinden Antheny im Norden, Champlin im Nordosten, Aouste im Osten, Blanchefosse-et-Bay im Süden, Hannappes im Westen und Bossus-lès-Rumigny im Nordwesten.

## Bevölkerungsentwicklung
| Jahr      | 1962 | 1968 | 1975 | 1982 | 1990 | 1999 | 2009 | 2014 |
| --------- | ---- | ---- | ---- | ---- | ---- | ---- | ---- | ---- |
| Einwohner | 503  | 522  | 472  | 440  | 378  | 368  | 377  | 349  |

## Sehenswürdigkeiten
- Kirche Saint-Sulpice, 16. Jahrhundert, Monument historique seit 1926
- Schloss La Cour des Prés, 16. Jahrhundert

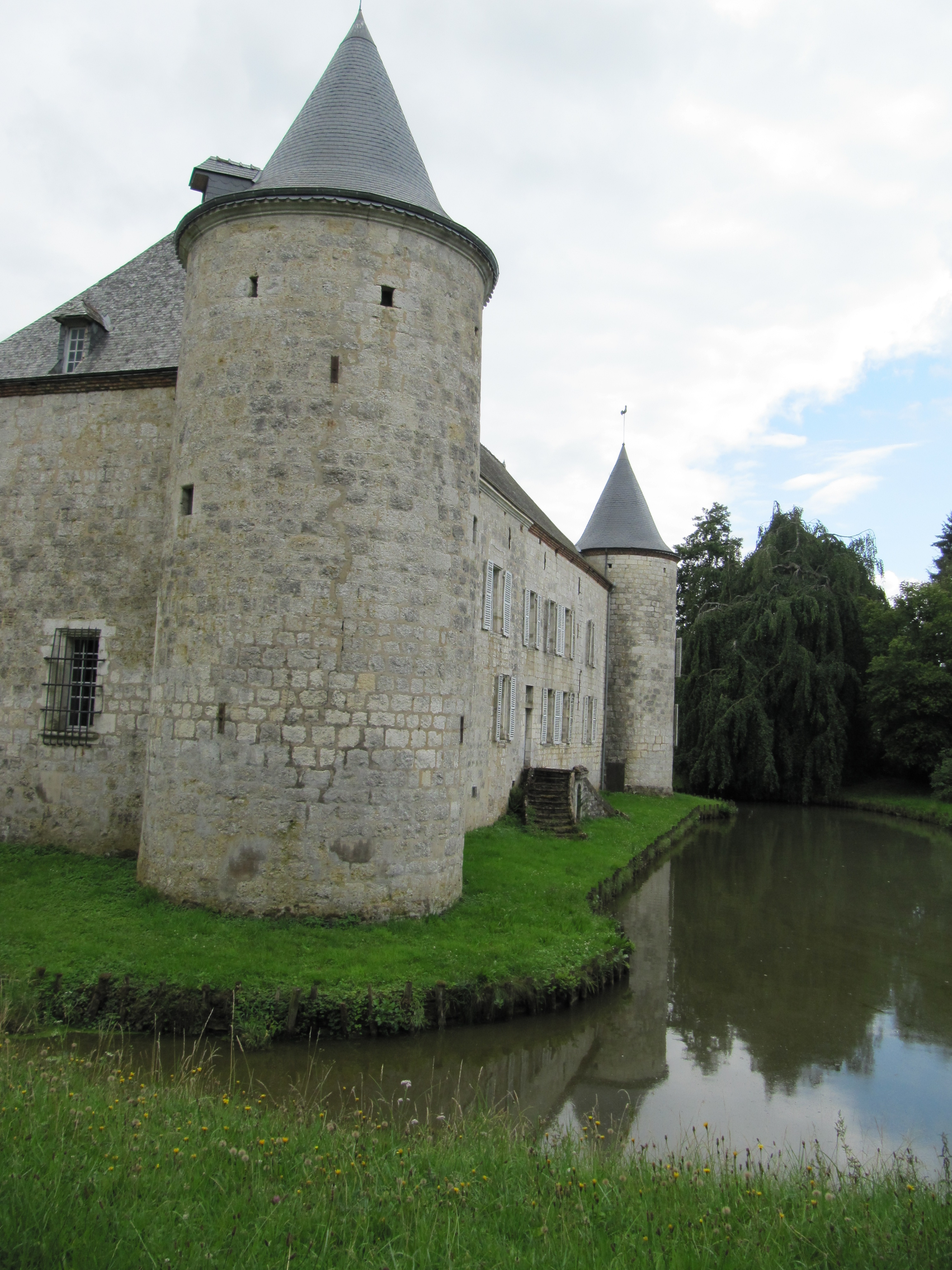
Westflügel des Schlosses
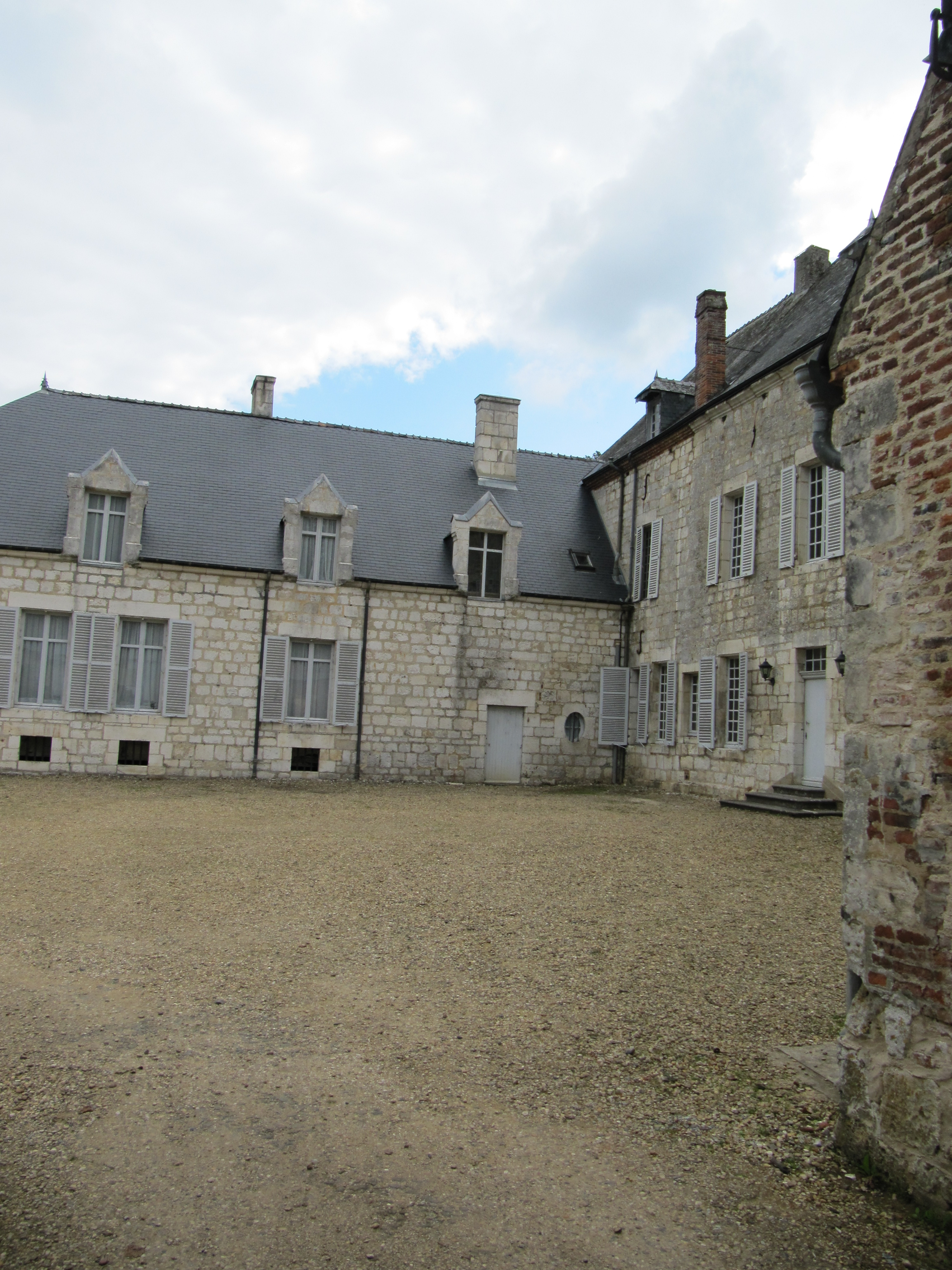
Innenhof
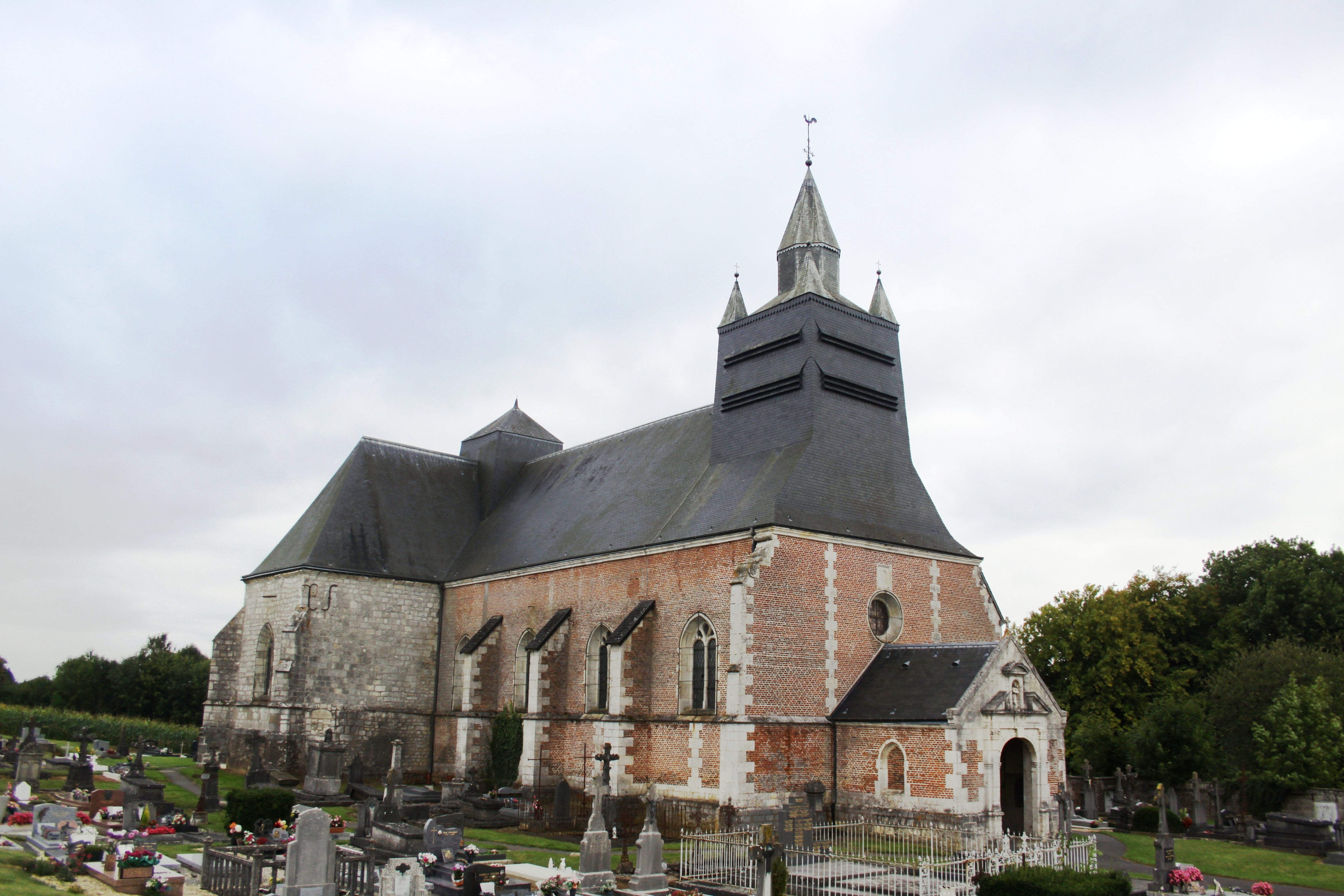
Kirche Saint-Sulpice

## Persönlichkeiten
- Bertrand Tissier (1600–1672), Zisterzienser und Ordenshistoriker, geboren in Rumigny
- Nicolas Louis de Lacaille (1713–1762), Astronom, geboren in Rumigny
- Édouard Piette (1827–1906), Archäologe, starb in Rumigny